# Lentiglobus
Lentiglobus innebär att en del av linsytan i ögat är mer sfärisk än det i ett normalt ögas lins.